# تشكرعطا
تشكرعطا (بالفارسية: چکرعطا) هي قرية تقع في غلستان في إيران. يقدر عدد سكانها بـ 1141 نسمة بحسب إحصاء 2016.